# Каштел (Бује)
Каштел (итал. Castelvenere) је насељено место у Републици Хрватској у Истарској жупанији. Административно је у саставу Града Буја.

## Историја
Каштел је насељен још у праисторији. Након римских освајања на брежољку изнад долине реке Драгоње настаје утврда-каструм па зато и носи име Castrum Veneris, вероватно у вези са храмом посвећеним поганској божици. Друго мишљење о настанку тадашњег имена се односи на Castrum venae према линији брда на којем се налази насеље. Насеље до 1945. прати судбину Истре. Од 1945. је у општини Пиранско Бује у зони Б Слободне територије Трста до 1954. када припада Југославији. После распада Југославије 1991 постало је гранични прелаз између Словеније и Хрватске.
У 1954. однос становништва био је 65,3% италијанског, а 34,7% хрватског..

## Становништво
На попису становништва 2011. године, Каштел је имао 643 становника.
Према попису становништва из 2001. године у насељу Каштел живело је 516 становника који су живели у 193 породична домаћинстава.
Кретање броја становника по пописима 1857—2001.
| година пописа  | 1857. | 1869. | 1880. | 1890. | 1900. | 1910. | 1921. | 1931. | 1948. | 1953. | 1961. | 1971. | 1981. | 1991. | 2001. |
| бр. становника | 554   | 685   | 657   | 722   | 761   | 823   | 1369  | 1043  | 752   | 563   | 479   | 360   | 347   | 427   | 516   |

Напомена:У 1857, 1869, 1921. и 1931. садржи податке, а у 1880. део података за насеље Калданија. У 1857, 1869. и 1921. садржи податке, а у 1880. део података за насеље Света Марија на Красу, град Умаг. У 1921. и 1931. садржи податке за насеље Плованија. 

## Попис1991.
На попису становништва 1991. године, насељено место Каштел је имало 427 становника, следећег националног састава:
| Попис 1991.‍  | Попис 1991.‍  | Попис 1991.‍ | Попис 1991.‍ | Попис 1991.‍ |
| ------------ | ------------ | ----------- | ----------- | ----------- |
|              |              |             |             |             |
| Италијани    | Италијани    |             | 138         | 32,31%      |
| Хрвати       | Хрвати       |             | 123         | 28,80%      |
| Словенци     | Словенци     |             | 67          | 15,69%      |
| Муслимани    | Муслимани    |             | 12          | 2,81%       |
| Срби         | Срби         |             | 11          | 2,57%       |
| Мађари       | Мађари       |             | 3           | 0,70%       |
| Македонци    | Македонци    |             | 2           | 0,46%       |
| Албанци      | Албанци      |             | 1           | 0,23%       |
| Југословени  | Југословени  |             | 1           | 0,23%       |
| неопредељени | неопредељени |             | 6           | 1,40%       |
| регион. опр. | регион. опр. |             | 57          | 13,34%      |
| непознато    | непознато    |             | 6           | 1,40%       |
| укупно: 427  |              |             |             |             |